# Túlio de Melo
Túlio Vinícius Fróes de Melo, conhecido como Túlio de Melo (Montes Claros, 31 de janeiro de 1985), é um ex-futebolista brasileiro que atuava como atacante.

## Carreira
Túlio de Melo começou a sua carreira no Atlético Mineiro, e se mudou para a Europa em 2004 para jogar no AaB Fodbold da Dinamarca por empréstimo.
Em 2005 ele assinou um contrato de três anos com o clube francês Le Mans, onde ganhou a reputação de um atacante poderoso com a capacidade de fazer gols de cabeça. Suas performances na primeira metade da temporada 2007-08 (10 gols em 19 jogos) causou o interesse de equipes como Palermo e Parma. Seu nome mais tarde causou polêmica entre estas equipes, como se ele tivesse assinado contrato com ambos os clubes, mas eventualmente foi o Palermo, que oficializou sua contratação.

### Rosanero
Foi contratado pelo Rosanero em julho de 2008, mas logo foi listado para transferência pelo clube, e conseguiu apenas a jogar 45 minutos em uma partida da Coppa Italia, uma derrota em casa por 2 a 1 diante do Ravenna.

### Lille
Em 31 de agosto de 2008, o Lille anunciou a contratação de Túlio de Melo do Palermo.
Túlio jogou 6 temporadas pelo clube, marcou 40 gols em 136 jogos, e conquistou um Campeonato Francês e uma Copa da França. Ele deixou o clube na metade da temporada 2013-14, rumo ao Evian.

### Evian
Em janeiro de 2014 transferiu-se para o Evian em uma transferência sem custos. Após ser mal aproveitado pelo clube, Túlio rescindiu seu contrato.

### Chapecoense
Em agosto de 2015, acertou sua transferência para a Chapecoense para a sequencia do Campeonato Brasileiro, retornando ao Brasil depois de dez anos no futebol internacional.
Com seis gols em 17 partidas, teve participação decisiva na permanência da equipe na primeira divisão em 2015.

### Sport
Em 21 de dezembro de 2015, Túlio foi anunciado junto com outros 3 jogadores como novo reforço do Sport para a temporada 2016, fechando contrato por 2 anos.
Foi considerado o principal vilão pela torcida do Sport ao perder vários gols nos dois primeiros jogos do Campeonato Pernambucano, mas logo após fez gols nas 4 partidas seguintes (inclusive marcando o gol da vitória no primeiro clássico de 2016 contra o rival Santa Cruz).
Em 2016, fez 26 jogos pelo Sport e marcou sete gols - três no Pernambucano, três na Copa do Nordeste e só um na Série A - e conviveu com várias lesões.

### Retorno à Chapecoense
Em janeiro de 2017, foi confirmado o empréstimo de Túlio de Melo para a Chapecoense por um ano.

### Avispa Fukuoka
Em janeiro de 2018, após definir que não iria permanecer na Chapecoense, foi anunciado pelo Avispa Fukuoka, da segunda divisão japonesa.

### Aposentadoria
Em 2019, Túlio de Melo confirmou sua aposentadoria no futebol.

## Títulos
Lille
- Campeonato Francês: 2010–11[4]
- Copa da França: 2010–11[4]

Sport
- Taça Ariano Suassuna: 2016

Chapecoense
- Campeonato Catarinense: 2017